# Argilliers
Argilliers là một xã ở tỉnh Gard ở miền nam nước Pháp. Xã này có diện tích 6,67 km², dân số năm 1999 là 193 người. Khu vực này có độ cao trung bình 54 mét trên mực nước biển.